# Films de la Colombe
Les Films de la Colombe est une société de production cinématographique française créée en 1963,.